# 제프 넬슨 (야구 선수)
제프리 앨런 넬슨(Jeffrey Allan Nelson, 1966년 11월 17일 ~ )는 메이저 리그 베이스볼에서 15년 동안 구원 투수로 활약한 전 미국의 야구 선수이다. 볼티모어에서 태어난 넬슨은 오른손 잡이의 투수와 타자였다. 2007년 1월 12일에 은퇴한 그는 같은 날 뉴욕 양키스와 마이너 리그 계약을 맺었다.
1984년 아마추어 드래프트의 22번째 라운드에서 로스앤젤레스 다저스에 의하여 선발된 그는 6월 21일에 계약을 맺었다.
자신의 메이저 리그 경력에서 넬슨은 48 승 45 패의 기록과 함께 798개의 경기에 투구하고, 득점 자세와 2개의 아웃에서 주자들과 함께 .191 점의 타구 평균으로 타자들을 보유하였다. 55개의 공식적 이후 시즌에서 그는 62개의 스트라이크아웃과 54.1회들에서 2.65 점의 평균 자책점과 함께 2 루 3타를 득점하였다. 자신이 대부분 지배한 타자들 중에는 14개의 타석들에서 11개의 스트라이크아웃과 함께 타구하지 못한 토니 글라우스였다.
넬슨은 시애틀 매리너스와 함께 3개의 병역(1992 ~ 1995, 2001 ~ 2003, 2005)을 가졌다. 그는 가장 많은 경기의 투구(383개)로 매리너스의 사상 기록 보유자이고, 매리너스와 함께 23 루 20 타의 기록을 가지고 있다.

## 메이저 리그 경력
1996년 시즌 이전에 넬슨은 뉴욕 양키스로 보내졌고, 2001년 자유 계약 선수로서 매리너스로 돌아왔다. 그 시즌에 그는 아메리칸 리그의 올스타 팀으로 이루었다. 넬슨의 올스타 선발은 아메리칸 리그의 감독 조 토리에 의하여 확신된 운동으로 숙고되고, 넬슨의 중간 구원의 역할로서는 올스타 선발이 열리는 동안에 전통적으로 감시되었다.
2001 ~ 2003 시즌부터 그는 왼손 잡이 투수 아서 로즈와 함께 시애틀의 유력한 좌익/우익 세트업 선수단의 우익 측면을 형성하였다.
2001년 그는 .136 점의 타구 평균과 .199 점의 장타율, 그리고 한번 자신이 타자들에 2개의 스트라이크를 가진.074/.110 점과 함께 반대하는 타자들을 보유하였다.
넬슨은 2003년 미드 시즌 동안에 양키스로 이적되었다. 월드 시리즈에서 양키스는 플로리다 말린스에게 패하고 다시 한번 넬슨은 양키스를 떠났다.
2004년 텍사스 레인저스를 위하여 29개의 경기들에 나온 넬슨은 5.32 점의 평균 자책점과 함께 1 루 2 타로 갔다. 그는 자신의 오른쪽 무릎과 팔꿈치에 부상의 분류와 함께 두번이나 장애자 명단에 들어왔다.
2005년 시즌 이전에 시애틀 매리너스는 넬슨을 클럽과 함께 그의 3번째 병역인 마이너 리그 계약으로 맺었다.
2006년 시즌 오프에서 넬슨은 세인트루이스 카디널스와 마이너 리그 계약을 맺었으나 시즌이 시작되기 전에 나오고 말았다. 그러고나서 그는 시카고 화이트삭스에 의하여 포착되었다.

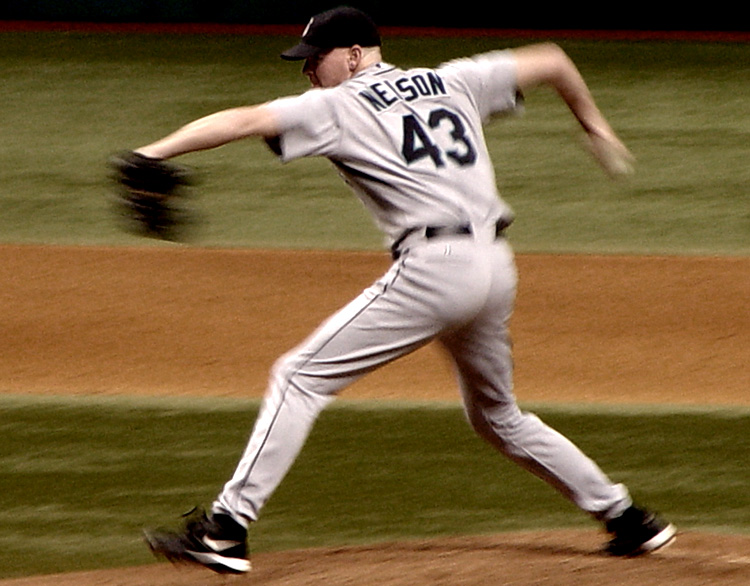
넬슨의 투구 스타일

## 투구 스타일
넬슨은 높이 평가되는 슬라이드 전문가로 왼손 잡이들보다 오른손 잡이 타자들을 상대로 더욱 효과적이었다. 그는 또한 4분의 3으로 공을 옆으로 던지기로 물론, 마일에 90분의 속구로 깎아던지기로도 알려졌다. 자신의 양키스 보유 기간 동안에 그는 3루에 속임수 던지기로 알려지고, 그러고나서 보크를 피하는 데 같은 동작에 1루로 속임수 던지기를 하였다. 이 일은 양키스의 실황 방송 진행자 마이클 케이에 의하여 아직도 "낡은 제프 윌슨"으로서 언급되었다.

## 수술
2006년 6월 8일 넬슨은 자신의 오른쪽 팔꿈치에 힘줄을 경감하는 데 수술을 받기로 선언하였으며, 그 일은 넬슨의 활동적 야구 경력의 끝으로 특정을 지었다. 자신의 투구 팔꿈치에 수술에 이어 2007년 5월 10일 경매를 취소한 EBay에 수술하는 동안에 옮겨진 자신의 팔꿈치로부터 뼈의 조각을 팔려고 할 때 논쟁이 일어났다. 베어크리크 학교에 다니는 넬슨의 딸들이 절반의 수입을 학교에, 그리고 다른 절반을 커티스 윌리엄스 재단에 주려고 하였다.

## 방송 활동
넬슨은 현재 시애틀에서 스포츠 라디오 KJR - AM에 자세히 설명하고 있으며, 2010년 공식적 이후 시즌을 위한 MLB.com의 분석자로 일하고 있다.

## 개인 생활
넬슨은 셰리 퀸과 결혼하여 6명의 자식들을 두었다 - 챈들러, 벨, 에밀리, 조이, 렉시와 그레이스.